# Герасименко, Степан Иванович
Степан Иванович Герасименко (30 июня 1904, село Петропавловка, Ольшанской волость, Харьковский уезд, Харьковская губерния — ?) — советский военачальник, полковник (23 ноября 1942), участник Великой Отечественной войны.

## Биография
В сентябре 1923 года вступил в ряды Рабоче-крестьянской Красной армии и служил в 6-й Харьковской пехотной школе, а затем в 12-й Краснознаменной пехотной школе в Ульяновске. В 1929 году окончил курсы при Высшей военно-педагогической школе им. В. И. Ленина в Ленинграде, а в 1932 году — бронетанковые курсы при бронетанковой роте в Киеве. По окончании учёбы служил командиром роты танкового батальона 30-й стрелковой дивизии. В 1937—1938 годах прошёл курсы «Выстрел», затем вновь продолжил служить командиром батальона 109-го стрелкового полка в этой же дивизии.
Во время Великой Отечественной войны Герасименко с июля 1941 года находился в должности командира 349-го стрелкового полка в этой же дивизии. В феврале 1942 года он был назначен командиром 84-й морской стрелковой бригадой, а с апреля — 116-й отдельной стрелковой бригадой 1-й ударной армии. Вместе с ними принимал участие в Демянской наступательной операции.
В мае 1942 года на базе 116-й бригады была образована 224-я стрелковая дивизия, командиром которой был назначен Герасименко. В декабре дивизия была переброшена на Ленинградский фронт в район Ленинграда, а с 25 января 1943 находилась в подчинении 67-й армии. Части дивизии принимали участие в наступательных боях в районе станции Мга.
19 марта 1943 года дивизия вошла в состав 55-й армии и вела оборонительные операции в районе Красного Бора.
Пройдя курсы в Высшей военной академии им. К. Е. Ворошилова, Герасимов бы назначен командиром 79-й гвардейской стрелковой дивизии, которая, будучи в составе 28-го гвардейского стрелкового корпуса 8-й гвардейской армии 1-го Белорусского фронта участвовала в Берлинской наступательной операции.
В декабре 1945 года он был назначен командиром 57-й гвардейской стрелковой дивизии 28-го гвардейского стрелкового корпуса.
В июне 1952 года был назначен преподавателем военной кафедры Кишинёвского сельскохозяйственного института.
14 мая 1955 года был уволен в запас.

## Награды[1]
- Орден Ленина
- 3 Ордена Красного Знамени
- Медаль «За оборону Ленинграда»
- Медаль «За взятие Берлина»
- Медаль «За победу над Германией в Великой Отечественной войне 1941—1945 гг.».